# Jardim Romano
Jardim Romano é um bairro localizado no distrito de Jardim Helena, no município de São Paulo.
É conhecido por ser uma vila tranquila e tem como característica marcante possuir ruas planas. É o ultimo bairro do leste pertencendo ao município de São Paulo e faz divisa com os municípios de Guarulhos ao norte, Itaquaquecetuba ao leste, e ao distrito de Itaim Paulista ao sul. Esse bairro fica próximo ao rio Tietê e o Córrego Três Pontes. O bairro é atendido pela estação de trem da Linha 12 do Trem Metropolitano de São Paulo, foi inaugurado no dia 16 de julho de 2008, o que facilitará o deslocamento da população para outros bairros e municípios para trabalhar, já que esse é considerado um "bairro dormitório".

## Alagamento
No dia 8 de dezembro de 2009, algumas ruas e casas do Jardim Romano ficaram alagadas depois de forte chuva. O mês de dezembro de 2009 apresentou um índice de chuvas historicamente acima do normal para cidades do sudeste do Brasil. O alagamento chegou a durar um mês, até janeiro de 2010, não apenas por causa da chuva, mas também por ser a região atingida uma várzea de rio. Dentre as medidas tomadas pelos órgãos de governo para os moradores das regiões mais atingidas estavam a transferência de cerca de 6 mil famílias das doze áreas alagadas na várzea do Rio Tietê, plano este que não ocorreu integralmente. Um parque linear seria construído no lugar, mas o projeto nunca foi concluído.